# Георги Божилов (футболист)
Георги Божилов (роден на 12 февруари 1987 г. в София) е български футболист. Играе предимно като поддържащ нападател, но освен това е използван като централен нападател и атакуващ полузащитник. От 2023 е футболист на аматьорски клуб ОФК Костинброд. Висок е 185 см. и тежи 78 кг.

## Кариера

### Ранни години
Родом от София, Божилов започва да тренира футбол в столичния квартален тим Люлин. По-късно е привлечен в школата на Септември (София), откъдето преминава в ЦСКА (София). Минава през всички възрастови групи на „армейците“, но отказва да подпише първи професионален договор с клуба. През 2004 г. заедно с Орлин Старокин и Владислав Стоянов напуска ЦСКА и преминава в Нафтекс (Бургас).

### Черно море
На 24 януари 2010 г. Черно море купува Божилов от Черноморец (Бургас) срещу неназована трансферна сума, но според информациите в медиите тя е около 100 000 лева. Божилов подписва договор за 3,5 години с „моряците“. Дебютира за отбора в А група на 8 март 2010 г. при нулево равенство като гост на Сливен 2000. Началото му на „Тича“ не е лесно. През първата година той е използван като централен нападател, което обаче не е най-силната му позиция. Едва след като Черно море е поет от Стефан Генов, Божилов е изтеглен по-назад като поддържащ нападател и се превръща в основен футболист на отбора.

## Успехи
Черно море
- Купа на България (1): 2014–15